# Odakle dolazimo? Što smo? Kamo idemo?
Odakle dolazimo? Što smo mi? Kamo idemo? je najslavnije i najveće djelo slikara Paula Gauguina. Na gornjem lijevom kutu umjetnik je upisao naslov na francuskom: D'où Venons Nous / Que Sommes Nous / Où Allons Nous, velikim slovima bez upitnika, a u gornjem desnom kutu se potpisao: P. Gauguin / 1897.

## Povijest
Sam naslov slike potječe od Gauguinovog vjeroučitelja iz tinejdžerskih dana, Félix-Antoine-Philibert Dupanloupa, biskupa Orléansa. Premda je Gauguin bio otvoreno protiv svećenstva, ova tri fundamentalna pitanja na koja je Dupanloup pokušao odgovoriti svojim katekizmom su se urezala u njegovo sjećanje.
Gauguin je sliku naslikao 1897. godine na Tahitiju, u vrijeme poslije neuspjelog pokušaja samoubojstva, te je u vrijeme dok ju je slikao par puta navodio kako će to konačno izvršiti nakon što završi ovu sliku. Gauguin je sliku smatrao za sintezu i vrhunac svojih misli i svojim remek-djelom.
Sliku je 1898. poslao Georges-Danielu de Monfreidu u Pariz, te je više puta promijenila vlasnika dok je napokon nije kupila Marie Harriman za svoju galeriju u New Yorku 1936. godine. Dana 16., travnja 1936. otkupio ju je Muzej likovnih umjetnosti u Bostonu.

## Odlike
Na ovoj slici, koju je naslikao na Tahitiju, Gauguin je prikazao Rajski vrt koji je on poistovjećivao s praiskonskim okružjem koje je još uvijek postojalo na Tahitiju u vrijeme njegova boravka. Gauguin je vjerovao da će u ovom „Tropskom rajskom vrtu“, kako ga je on zvao, uspjeti pronaći Jean-Jacques Rousseauovog „plemenitog divljaka“, osnovnog, nevinog čovjeka, saživljenog s prirodom i u skladu sa svemirom, i otkriti osnovne istine o ljudskom postojanju. Vjerovao je da će na Tahitiju moći otputovati u prošlost jako daleko, „do dade iz mog djetinjstva, dobrog starog drvenog konjića“.
Na slici voće visi s drveća spremno za berbu, skulptura božanstva nadgleda otočane blagoslivljajući njihovu svakodnevnicu i upirući prstima prema nebesima kao da podsjeća na život nakon smrti. Tropski krajolik je bujna, senzualna tapiserija dubokih i jakih tonova i linerno plošnih oblika koji kao da nježno plutaju. Život se razvija opušteno i neopterećeno kao da je vrijeme stalo. Kada je prvi put izložena u Parizu, kritika ju je usporedila s Puvisovom zemljom meda i mlijeka.
Kao što naslov sugerira, slika predstavlja tri razdoblja života, kako je često bilo prikazivano od renesanse: rođenje desno, mladost u sredini i starost na kraju lijevo. Središnja figura je očito tahićanska Eva. Božanstvo je spoj tahićanske božice Hine, javanskog Bude i megalitskih likova s Uskršnjeg otoka. Figure su blago pojednostavljene u duhu arhajske umjetnosti, a zlatni kutovi podsjećaju na bizantsko ukrašavanje Nebesa. Starica je urađena po uzoru na peruansku mumiju koju je Gauguin vidio u etnološkom muzeju u Parizu. Boje na slici prizivaju izgled i duhovnost srednjovjekovnih vitraja, a oblici podsjećaju na japanske drvoreze. Naime, cijela slika je sinteza kultura, religija, razdoblja, koja svjedoči Gauguinovu želju da portretira osnovne mistične sile, zajedničke cijelom čovječanstvu.
Gauguin je vjerovao da obnova zapadnoeuropske umjetnosti mora poći izvan njene tradicije i njenog kruga. To vjerovanje se temeljilo na romantičarskoj tradiciji i idejama prosvjetiteljstva koje su tada postojale već stotinu godina, ali nijedan umjetnik nije primijenio tu doktrinu „primitivizma“ u tolikoj mjeri kao Gauguin. Njegova umjetnost simbolizira kraj beskrupulozne kolonijalne ekspanzije europskih zemalja koja se počinje prepoznavati kao korumpirana civilizacija.

## Vanjske poveznice
- Where Do We Come From? Who Are We? Where Are We Going?  Arhivirana inačica izvorne stranice od 2. kolovoza 2009. (Wayback Machine) Muzej likovnih umjetnosti, Boston. Posjećeno 30. travnja 2005. (engl.)